# アイム・オンリー・スリーピング
「アイム・オンリー・スリーピング」（I'm Only Sleeping）は、ビートルズの楽曲である。アメリカやカナダでは1966年6月に発売されたキャピトル編集盤『イエスタデイ・アンド・トゥデイ』、イギリスでは2か月後に発売された7作目のイギリス盤公式オリジナル・アルバム『リボルバー』に収録された。レノン＝マッカートニー名義となっているが、実質的にはジョン・レノンによって書かれた楽曲で、ジョージ・ハリスンが演奏したフレーズを逆回転させたギターのパートが特徴となっている。
1996年に発売された『ザ・ビートルズ・アンソロジー2』には、ヴィブラフォンを使用したリハーサル音源とテイク1が収録された。2018年に『タイムアウト・ロンドン』が発表した「The 50 Best Beatles songs」では第12位にランクインした。

## 背景・レコーディング
1966年にレノンによって書かれた「アイム・オンリー・スリーピング」の草案では、当時の作品に見られる薬物の陶酔感ではなく、ベッドにいることで得られる喜びについて書かれていた。レノンは、ツアー期間中でない日は、睡眠や読書、テレビの視聴などに時間を費やしていて、薬物を服用していたこともあったことから、作曲作業を行なう際にはポール・マッカートニーが眠っているレノンを起こしていた。1966年3月4日に発行されたロンドン・イブニング・スタンダード紙の記事で、レノンの友人であるモーリーン・クリーブは「彼はいつまでも眠ることができ、おそらくイギリスで一番の怠け者」と書いている。
「アイム・オンリー・スリーピング」のレコーディングは、1966年4月27日にEMIレコーディング・スタジオで行なわれ、リズムトラックはアコースティック・ギター2本とベース、ドラムの編成で11回録音された。この日の最終テイクとなるテイク11がマスターとして選ばれ、2日後にレノンのリード・ボーカルが追加された。その後5月5日にハリスンによるギターソロ、翌日にレノン、マッカートニー、ハリスンのバッキング・ボーカルが録音されて完成した。
本作は、プロデューサーのジョージ・マーティンとの5時間のセッションでハリスンが演奏したフレーズを逆回転させたギターのパートが特徴となっている。ハリスンは、テープを逆再生することで、曲におぼろげな雰囲気をもたらしている。2本入っているギターのフレーズのうち、一方にはファズを効かせている。レコーディング・エンジニアを務めたジェフ・エメリックは、2006年に「ジョージが何時間もギターを演奏していたことを思い出す。ヘッドフォンをして、眉をひそめていた」と振り返っている。
2番目のブリッジ部分に入る前のブレイク部分では、あくびをする音が入っている。

## リリース
「アイム・オンリー・スリーピング」は、1966年6月20日にアメリカやカナダで発売されたキャピトル編集盤『イエスタデイ・アンド・トゥデイ』のA面2曲目に収録されたのち、8月5日にイギリス発売されたオリジナル・アルバム『リボルバー』のA面3曲目に収録された。このような関係から、『リボルバー』のアメリカ盤には収録されていない。
「アイム・オンリー・スリーピング」のモノラル・ミックスとステレオ・ミックスでは、逆回転させたギターソロが入る箇所と長さが以下のように異なっている。
| ミックス                           | 備考 |
| ---------------------------------- | --- |
| モノラル・ミックス（アメリカ）     | 1966年5月12日に作成。2番目のヴァースには逆回転させたギターのフレーズが入っていないが、「Taking my time」の「time」と「Lying there and staring at the ceiling」の「ceiling」の箇所にフレーズの断片が聴こえる。インストゥルメンタルのブレイク部分からそのまま「Please don't spoil my day」というフレーズに続き、曲のエンディング部分で「I'm only sleeping」の後に4拍空けて逆回転させたギターのフレーズが入る。 |
| 疑似ステレオ・ミックス（アメリカ） | アメリカで発売されたモノラル・ミックスをステレオ化したものだが、リバーブが多めにかけられている。『イエスタデイ・アンド・トゥデイ』の第1版にのみ収録された。 |
| ステレオ・ミックス（アメリカ）     | 1966年5月20日に作成。「Running everywhere at such a speed」と「Till they find there's no need」の箇所に逆回転させたギターのフレーズが入っている。このフレーズは2小節でギターソロとフェード・インし、「Please don't spoil my day」というフレーズに続く。曲のエンディング部分で「I'm only sleeping」と歌われた直後に逆回転させたギターのフレーズが入る。                                                       |
| モノラル・ミックス（イギリス）     | 1966年6月6日に作成。「where at such a speed」、「there's no need」、「staring at the ceiling」の箇所に逆回転させたギターのフレーズが入る。このフレーズはギターソロの終わりと逆のエンディング部分で途切れ、「I'm only sleeping」と歌われた直後に入る。5種類あるミックスの中で、逆回転させたギターのフレーズが最も多く入るミックスとなっている。                                                               |
| ステレオ・ミックス（イギリス）     | 「everywhere at such a speed」と「find there's no need」の箇所に逆回転させたギターのフレーズが入る。このフレーズはギターソロの終わりと逆のエンディング部分で途切れ、「I'm only sleeping」と歌われた直後に入る。 |

本作を含む『リボルバー』の収録曲でビートルズが使用した録音技術は、他の多くのアーティストに大きな影響を与えたとされており、音楽学者のウォルター・エヴェレットはクロスビー、スティルス、ナッシュ&ヤングが1969年に発表した楽曲「プリ・ロード・ダウン」に含まれている逆回転させたギターのパートを、本作から影響されたものと見ている。
1987年の初CD化以降、ステレオ・ミックスとモノラル・ミックスはイギリスで発売されたミックスに統一された。1996年に発売された『ザ・ビートルズ・アンソロジー2』には、ヴィブラフォンを使用したインストゥルメンタルのリハーサル・テイクの一部と1966年4月29日のセッションでレコーディングされたテイク1が収録された。

## クレジット
※出典
- ジョン・レノン - リード・ボーカル、ハーモニー・ボーカル、アコースティック・ギター
- ポール・マッカートニー - ベース、ハーモニー・ボーカル
- ジョージ・ハリスン - アコースティック・ギター[10]、逆再生させたリードギター[22]、バッキング・ボーカル
- リンゴ・スター - ドラム

## カバー・バージョン
「アイム・オンリー・スリーピング」をカバーしたアーティストには、ロザンヌ・キャッシュ、アメリカ、ヴィンス・ウェルニック、クォーオン、ジェフ・トゥイーディー、サッグス、ヤンダー・マウンテン・ストリング・バンド、オアシス+ステレオフォニックスらがいる。
アークティック・モンキーズは、バンド初のライブで本作を演奏した。トム・ビショップは、2013年に発売したアルバム『A Little Physics and a Lot of Luck』に本作のカバー・バージョンを収録した。